# Wolfgang Hahn
Wolfgang Hahn (ur. 12 marca 1945 w Hermannsreuth) – austriacki historyk, specjalizujący się w numizmatyce, bizantynolog. 

## Życiorys
Absolwent Uniwersytetu Wiedeńskiego. W 1969 obronił doktorat, w 1980 habilitację z zakresu numizmatyki.
Od 1971 do 1990 roku pracował w Austriackiej Akademii Nauk (Österreichische Akademie der Wissenschaften) głównie w zakresie badań bizantynistycznych. Zajmował się też badaniem mennictwa Bawarii w VIII-XII wieku oraz starożytnego państwa Aksum w Etiopii. 
Od 1983 jest członkiem korespondentem American Numismatic Society. W 1996 otrzymał nagrodę Deutschen Numismatischen Gesellschaft, a w 2001 – srebrną odznakę (jeton de vermeil) przyznaną przez Société Française de Numismatique. W 2007 uhonorowany medalem Royal Numismatic Society.
Wykładowca na Uniwersytecie w Wiedniu.

## Wybrane publikacje
- Typenkatalog der Münzen der bayerischen Herzöge und Kurfürsten, Würzburg 1971
- Die Fundmünzen der römischen Zeit in Österreich. Abteilung III, Niederösterreich, t.1: Veröffentlichungen der Numismatischen Kommission 6, Wien 1976
- Moneta Imperii Byzantini. Rekonstruktion des Prägeaufbaues auf synoptisch-tabellarischer Grundlage, Wien 1973
- Moneta Radasponensis: Bayerns Munzpragung im IX, X und XI Jahrhundert, Braunschweig 1976
- Die Ostprägung des römischen Reiches im 5. Jahrhundert (408-491), Wien 1999